# 1. liga 2008-2009
L'edizione 2008-09 è la 16ª edizione della 1. liga, è cominciata il 2 agosto 2008 per terminare il 30 maggio 2009. Ha visto la vittoria finale dello Slavia Praga.
Capocannoniere del torneo fu Andrej Kerić (Slovan Liberec), con 15 reti.

## Avvenimenti
Lo Sparta Praga va in testa al campionato dopo cinque giornate. All'ottava lo Slavia supera i rivali concittadini e vince il suo secondo titolo consecutivo.

## Squadre partecipanti
- Baník Ostrava
- Bohemians Praga (N)
- Zbrojovka Brno
- Dyn. Č. Budějovice
- Jablonec
- Kladno
- Mladá Boleslav
- Příbram (N)

- Sigma Olomouc
- Slavia Praga (C)
- Slovan Liberec
- Sparta Praga
- Teplice
- Tescoma Zlín
- Viktoria Plzeň
- Viktoria Žižkov

## Classifica finale
|  |     | Classifica finale 2008-09 | Pt | G  | V  | N  | P  | GF | GS | DR  |
|  | --- | ------------------------- | -- | -- | -- | -- | -- | -- | -- | --- |
|  | 1.  | Slavia Praga              | 62 | 30 | 18 | 8  | 4  | 57 | 25 | +32 |
|  | 2.  | Sparta Praga              | 56 | 30 | 16 | 8  | 6  | 48 | 25 | +23 |
|  | 3.  | Slovan Liberec            | 52 | 30 | 14 | 10 | 6  | 41 | 28 | +13 |
|  | 4.  | Sigma Olomouc             | 48 | 30 | 13 | 9  | 8  | 39 | 36 | +3  |
|  | 5.  | Jablonec                  | 46 | 30 | 14 | 4  | 12 | 43 | 37 | +6  |
|  | 6.  | Mladá Boleslav            | 46 | 30 | 12 | 10 | 8  | 39 | 38 | +1  |
|  | 7.  | Teplice                   | 43 | 30 | 12 | 7  | 11 | 33 | 25 | +8  |
|  | 8.  | Viktoria Plzeň            | 43 | 30 | 11 | 10 | 9  | 45 | 38 | +7  |
|  | 9.  | Baník Ostrava             | 39 | 30 | 11 | 6  | 13 | 38 | 36 | +2  |
|  | 10. | Dyn. Č. Budějovice        | 36 | 30 | 7  | 15 | 8  | 30 | 37 | -7  |
|  | 11. | Zbrojovka Brno            | 35 | 30 | 9  | 8  | 13 | 32 | 36 | -4  |
|  | 12. | Příbram                   | 34 | 30 | 9  | 7  | 14 | 30 | 40 | -10 |
|  | 13. | Bohemians Praga           | 34 | 30 | 10 | 4  | 16 | 33 | 46 | -13 |
|  | 14. | Kladno                    | 31 | 30 | 8  | 7  | 15 | 21 | 41 | -20 |
|  | 15. | Tescoma Zlín              | 29 | 30 | 7  | 8  | 15 | 26 | 49 | -23 |
|  | 16. | Viktoria Žižkov           | 22 | 30 | 5  | 7  | 18 | 27 | 45 | -18 |

## Statistiche e record

### Classifica marcatori
| Gol |  |  | Giocatore          | Squadra            |
| --- |  |  | ------------------ | ------------------ |
| 15  |  |  | Andrej Kerić       | Slovan Liberec     |
| 11  |  |  | Tomáš Necid        | Slavia Praga       |
| 11  |  |  | Daniel Huňa        | Příbram            |
| 11  |  |  | Michal Papadopulos | Mladá Boleslav     |
| 10  |  |  | Riste Naumov       | Viktoria Žižkov    |
| 10  |  |  | David Lafata       | Jablonec           |
| 9   |  |  | Tijani Belaid      | Slavia Praga       |
| 9   |  |  | Michal Ordoš       | Sigma Olomouc      |
| 9   |  |  | Tomáš Sedláček     | Dyn. Č. Budějovice |
| 8   |  |  | Roman Dobeš        | Bohemians Praga    |
| 8   |  |  | Pavel Horváth      | Viktoria Plzeň     |
| 8   |  |  | Marek Kincl        | Bohemians Praga    |

### Capoliste solitarie
- Dalla 4ª alla 7ª giornata:  Sparta Praga
- Dalla 8ª giornata alla 30ª giornata:  Slavia Praga

### Record
- Maggior numero di vittorie:  Slavia Praga (18)
- Minor numero di sconfitte:  Slavia Praga (4)
- Migliore attacco:  Slavia Praga (57 gol fatti)
- Miglior difesa:  Slavia Praga,  Sparta Praga e  Teplice (25 gol subiti)
- Miglior differenza reti:  Sparta Praga (+32)
- Maggior numero di pareggi:  Dyn. Č. Budějovice (15)
- Minor numero di pareggi:  Jablonec e  Bohemians Praga (4)
- Minor numero di vittorie:  Viktoria Žižkov (5)
- Maggior numero di sconfitte:  Viktoria Žižkov (18)
- Peggiore attacco:  Kladno (21 gol fatti)
- Peggior difesa:  Tescoma Zlín (49 gol subiti)
- Peggior differenza reti:  Tescoma Zlín (-23)